# Ботроп
Ботроп, также
Бо́ттроп (нем. Bottrop) — город в Германии, в земле Северный Рейн-Вестфалия. Находится в Рурской области рядом с городами Эссен, Оберхаузен, Гладбек и Дорстен. Ботроп был центром добычи каменного угля и железнодорожным центром, имел заводы по производству каменноугольной смолы, была развита химическая, лёгкая и машиностроительная промышленности. Город вырос как центр горной промышленности.
В городе расположено знаменитое автомобильное тюнинговое ателье Brabus и химический концерн MC-Bauchemie.
Площадь города — около 101 км². Население — 118,9 тыс. жителей (2006). Город делится на три части — Центральный Ботроп (Bottrop-Mitte), Южный Ботроп (Bottrop-Süd) и Ботроп-Кирххелен (Bottrop-Kirchhellen). До 1978 Кирххелен был самостоятельным городом.

## География

### Территория и её подразделение
Общая площадь городской территории составляет примерно 101 км². Максимальная протяжённость с севере на юг — 17 км, с запада на восток — 9 км. Максимальная высота поверхности земли над уровнем моря составляет 78 метров (в районе улицы Ин-дер-Шанце (In der Schanze) к югу от центра города), минимальная — 26 метров (в районе улицы Хаферкамп (Haverkamp) на востоке города).
Город подразделяется на следующие административные округа:
- Ботроп-Митте (Боттроп-Митте, Bottrop-Mitte);
- Ботроп-Зюд (Боттроп-Зюд, Bottrop-Süd);
- Ботроп-Кирххелен (Bottrop-Kirchhellen).

Управлением каждого городского округа занимается окружное представительство. Его председатель является также бургомистром городского округа.
Каждый городской округ подразделяется на административные районы. Их названия чаще всего связаны с историческими поселениями, существовавшими на данных территориях, или же с современной новой застройкой территорий. Всего в Боттропе 17 районов.
- В округе Боттроп-Митте 3 района: Айген (Eigen), Штадтмитте (Stadtmitte) и Фуленброк (Fuhlbrock).
- В округе Боттроп-Зюд 7 районов: Батенброкк (Batenbrock), Бой (Boy), Вельхайм (Welheim), Вельхаймер-Марк (Welheimer Mark), Лемкуле (Lehmkuhle), Фондерорт (Vonderort) и Эбель (Ebel).
- В округе Боттроп-Кирххелен 7 районов: Графенвальд (Grafenwald), Кирххелен (Kirchhellen), Оферхаген (Overhagen), Фельдхаузен (Feldhausen), Хардингхаузен (Hardinghausen), Хольтхаузен (Holthausen), Экель (Ekel).

Кроме того, для статистических целей Ботроп разделён на следующие 17 статистических районов, имеющих свои идентификационные номера:
Альтштадт (Altstadt, 11), Норд-Ост (Notd-Ost, 12), Зюд-Вест (Süd-West, 13), Фуленброкк-Хайде (Fuhlenbrock-Heide, 21), Фуленброкк-Вальд (Fuhlenbrock-Wald, 22), Штадтвальд (Stadtwald, 31), Айген (Eigen, 32), Батенброкк-Норд (Batenbrock-Nord, 41), Батенброкк-Зюд (Batenbrock-Süd, 42), Бой (Boy, 51), Вельхайм (Welheim, 52), Эбель/Вельхаймер-Марк (Ebel/Welheimer Mark, 61), Зюд (Süd, 62), Кирххелен-Митте (Kirchhellen-Mitte, 71), Кирххелен-Зюд/Графенвальд (Kirchhellen-Süd/Grafenwald, 72), Кирххелен-Зюд-Вест (Kirchhellen-Süd-West, 73), Кирххелен-Норд-Ост (Kirchhellen-Nord-Ost, 74).

## Экономика и инфраструктура

### Шахты
В сентябре 2018 года была закрыта последняя каменноугольная шахта Германии — Проспер Ханиэль.

### Дороги и улицы
Через территорию города проходят скоростные автомобильные магистрали, входящие в федеральную систему немецких автобанов:
- Автобан № 2 («А2» или Е34) (Оберхаузен — Берлин). На территории города А2 в административном районе Айген (Eigen) имеет две соседние развязки с одинаковым обозначением 3: западная 3 позволяет съезжать на дорогу земельного значения L631 и попадать в центр Ботропа, а от восточной 3 в северном направлении берёт начало А31;
- Автобан № 31 («А 31») (Ботроп — Эмден);
- Автобан № 42 («А 42») (Дортмунд — Камп-Линтфорт).

Кроме того, Ботроп пересекает автомобильная дорога Федерального значения B224 (Эссен — Гладбек). В будущем В224 планируется перестроить как скоростной соединительный участок между А2 и А42 с перспективой дотянуть автомагистраль до А52. Такой план существует с шестидесятых годов XX века, но реализация замедляется как недостатком финансирования, так и периодическими протестами местного населения.

## Религия
- Католики: ~50%
- Протестанты (лютеране): ~20%
- Атеисты/агностики: ~20%
- Мусульмане: ~5%

## Достопримечательности
- Террикон Ганиль
- Тетраэдр

## Галерея

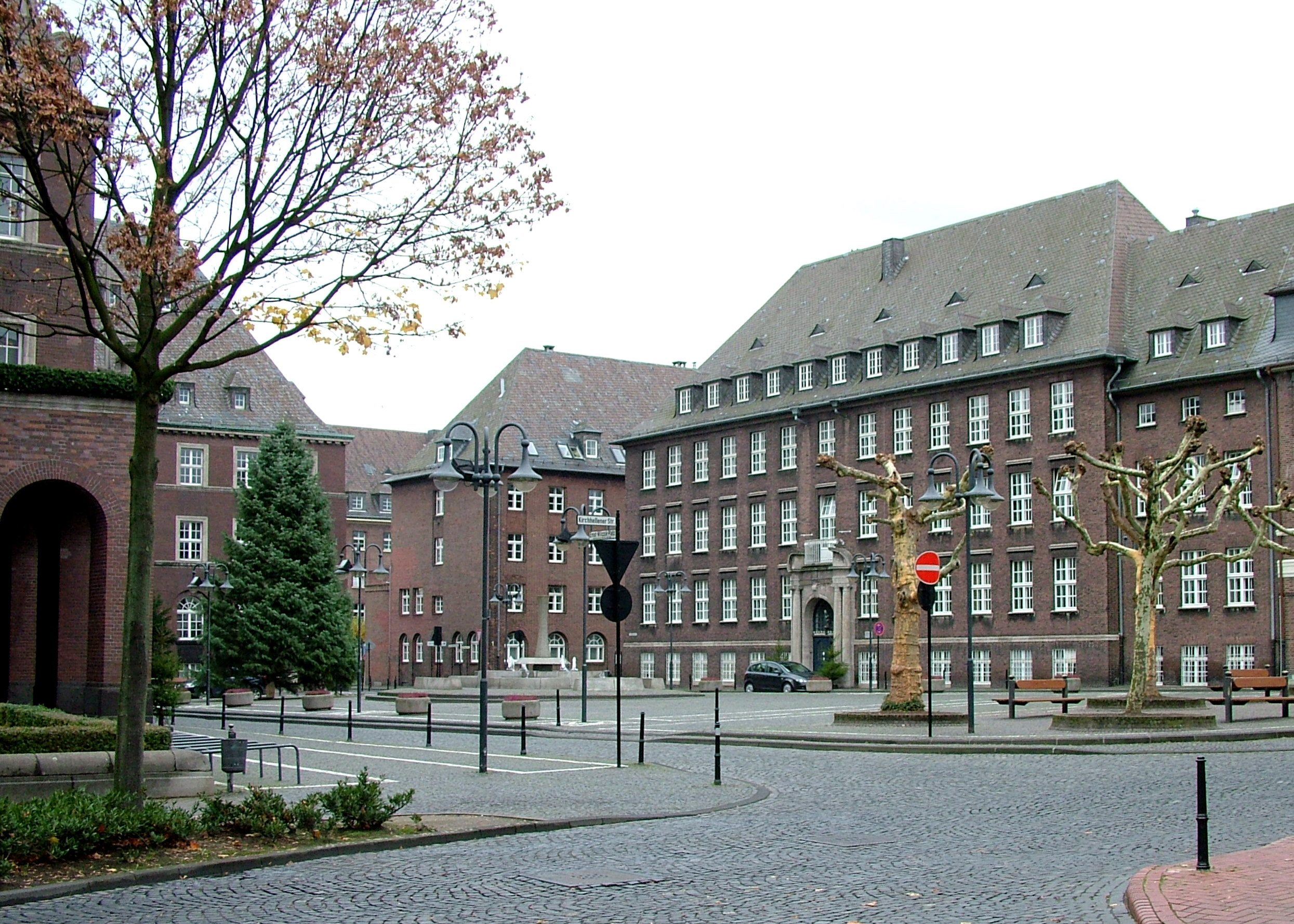
В центре Ботропа
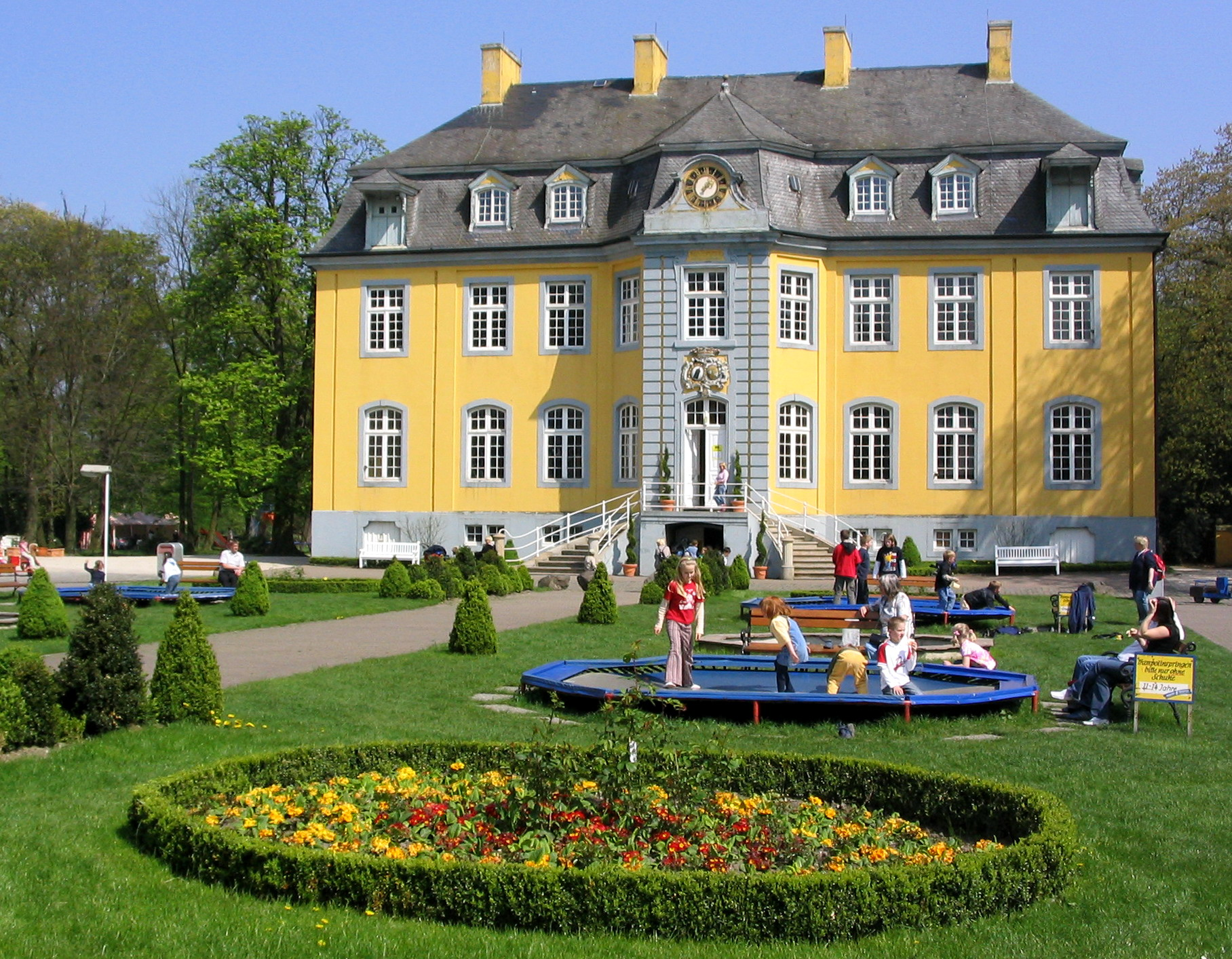
Замок Бек
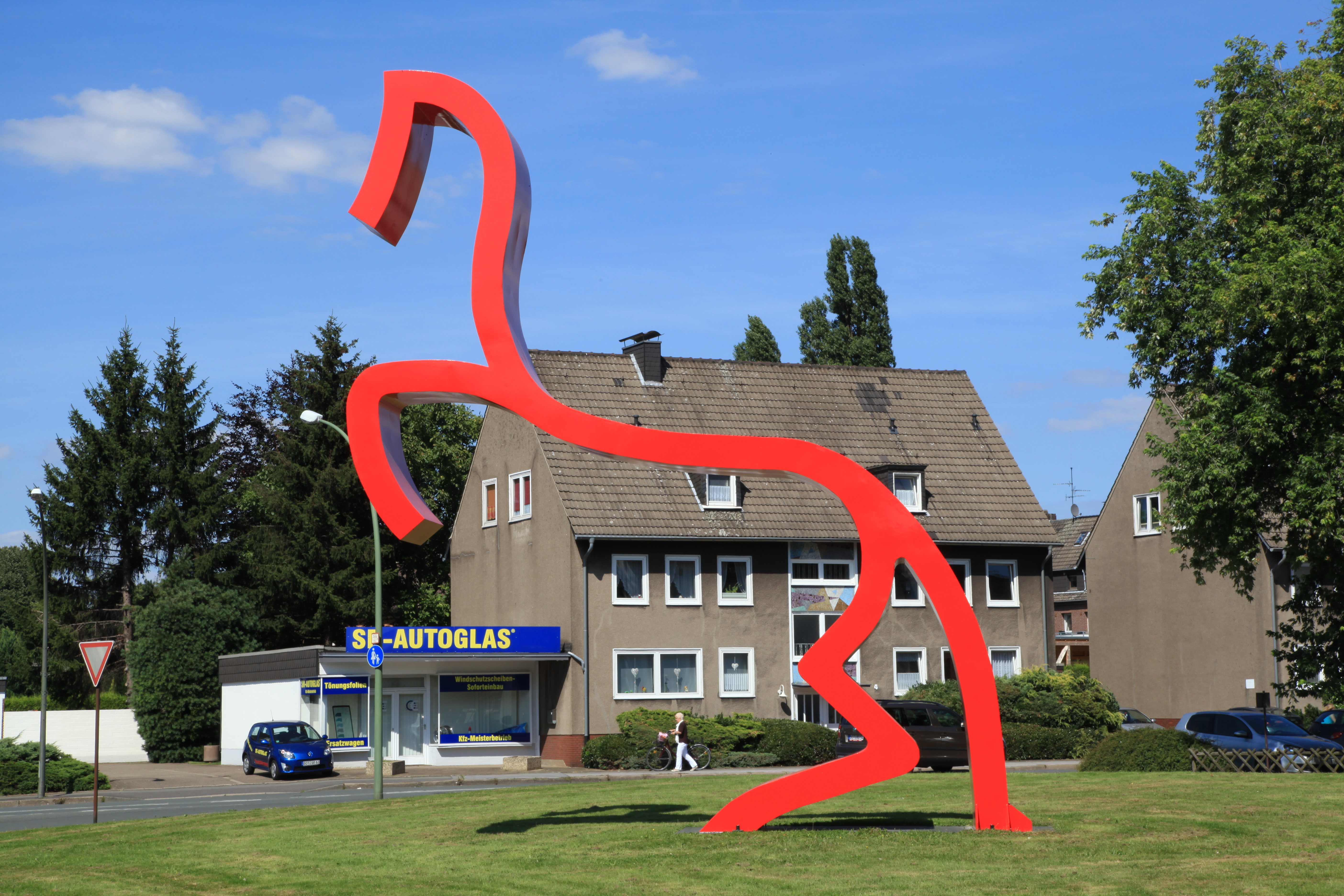
На улице Кирххеленер Штрассе
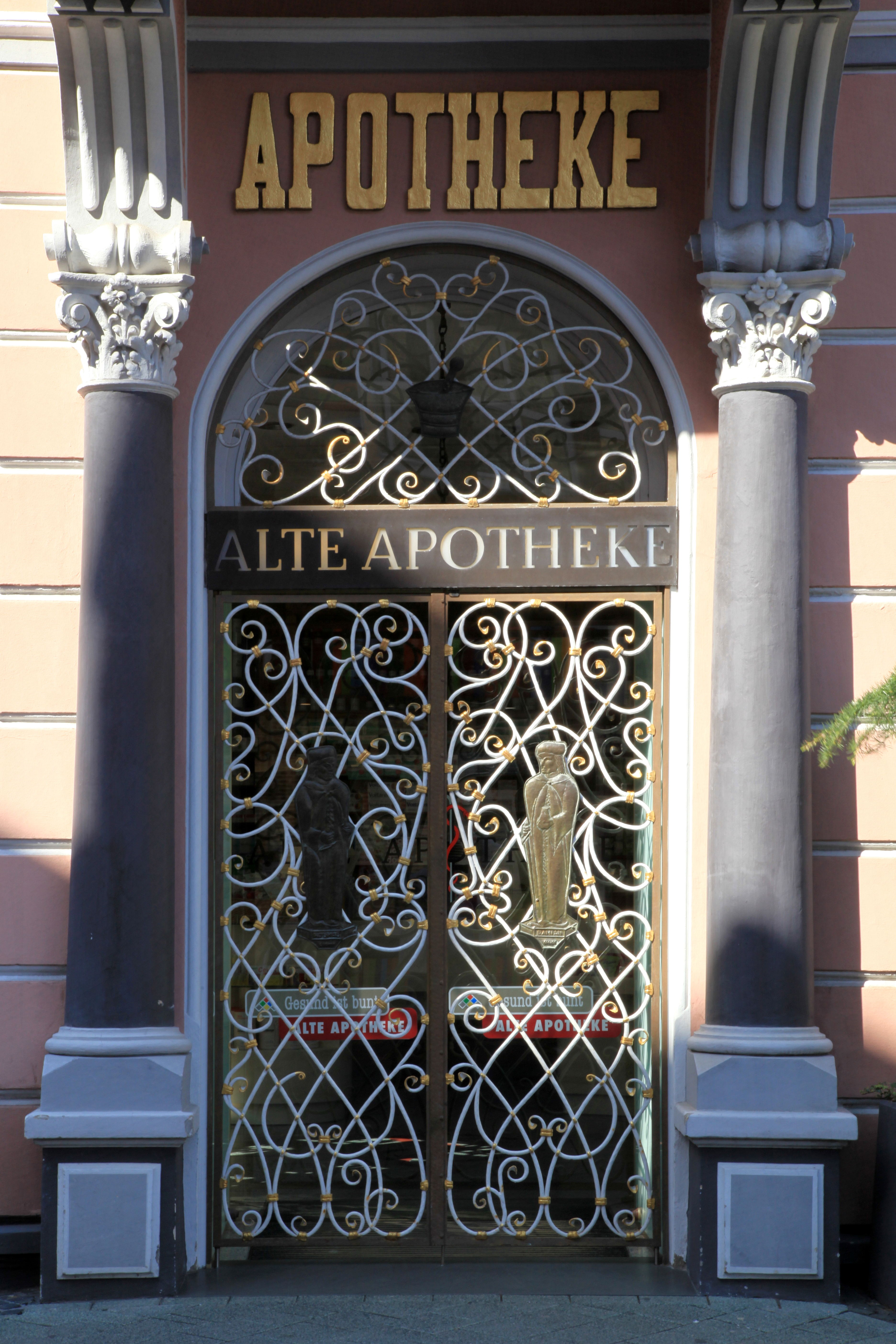
Старая аптека
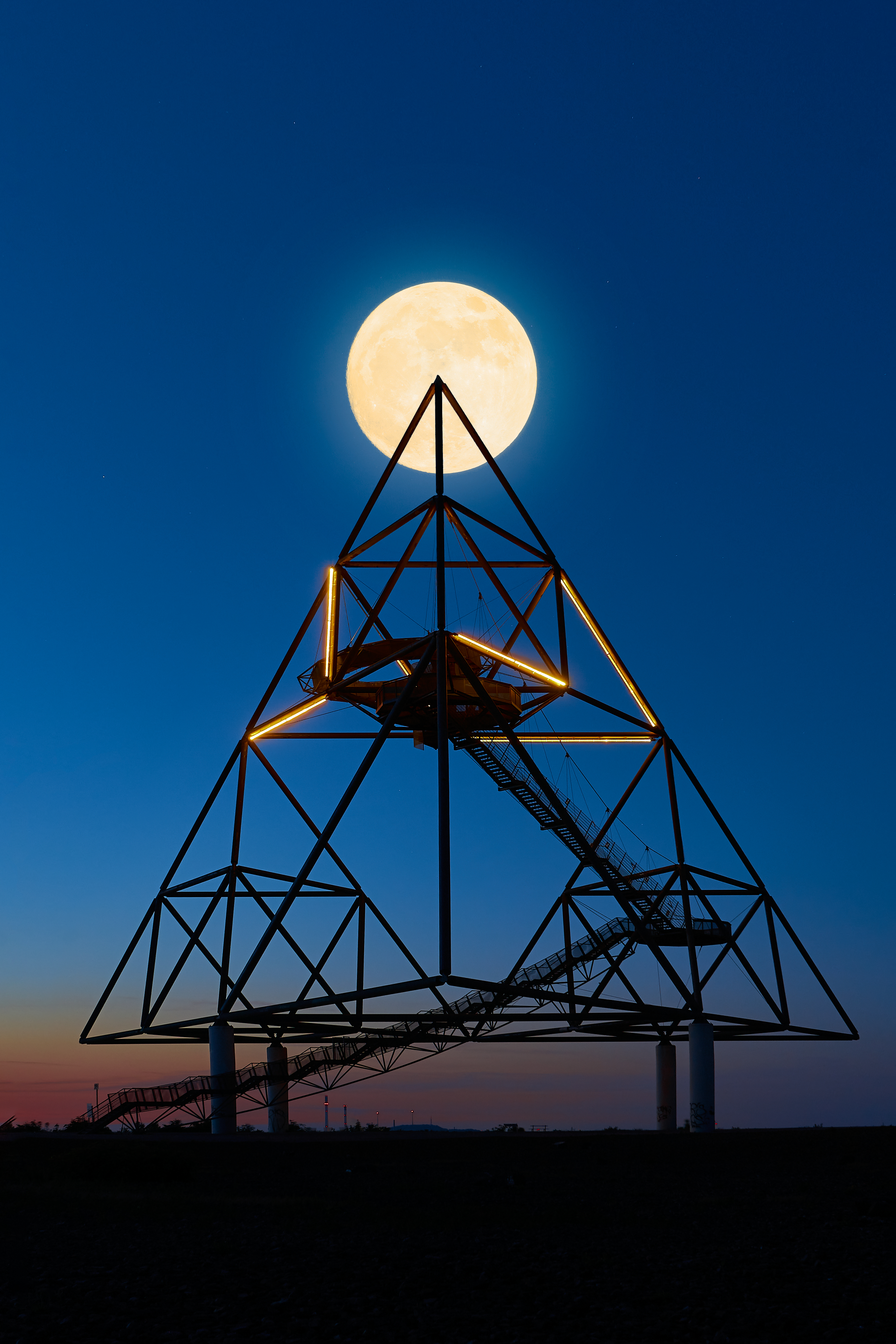
Тетраэдр
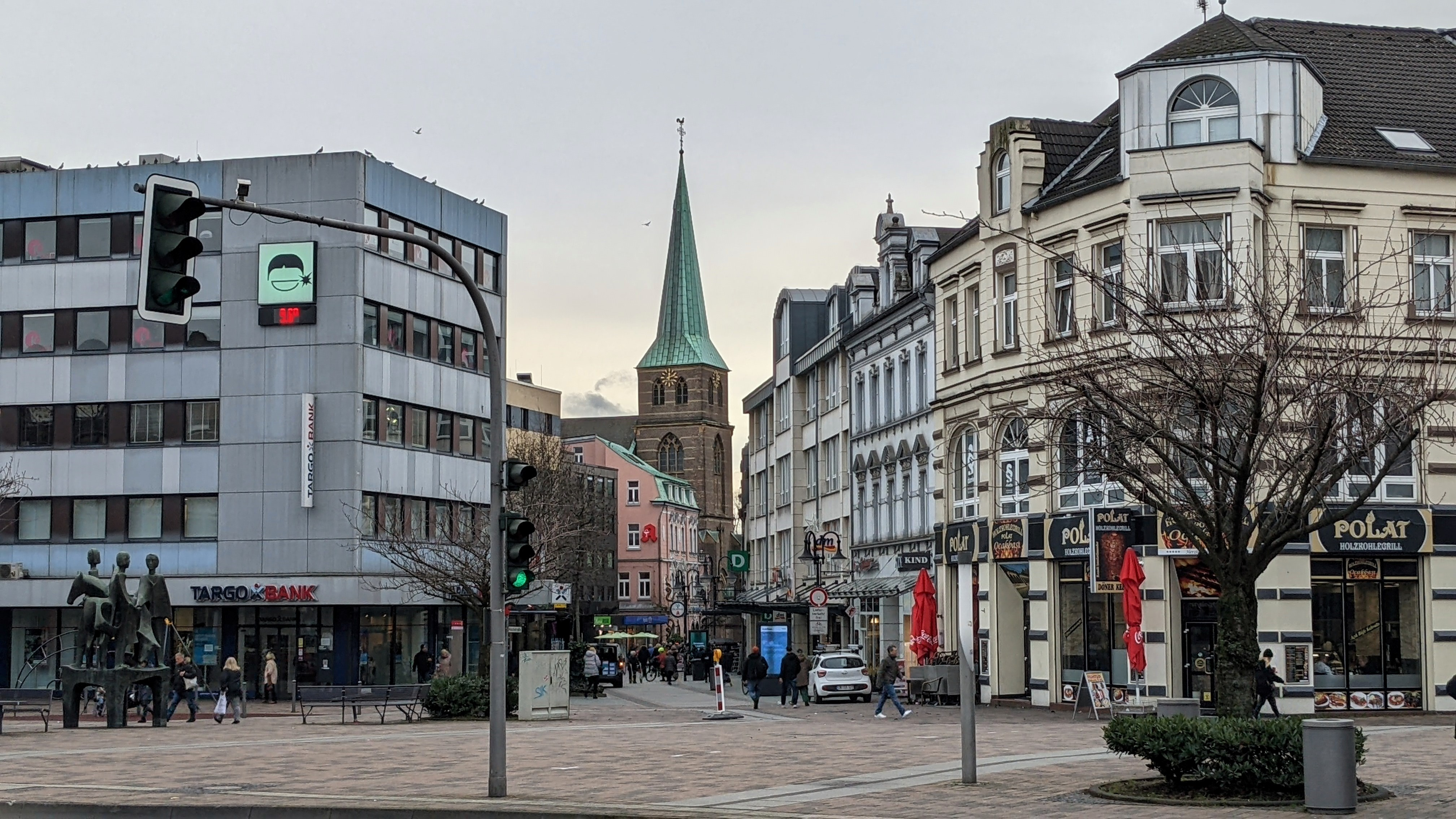
Хохштрассе с Кириакускирхе